# 卡溫頓 (維吉尼亞州)
卡溫頓（英語：Covington）是美国弗吉尼亚州西部的一個獨立市，面積14.7平方公里。根據2020年美國人口普查，共有人口5,737人。為亞利加尼郡縣治。
該市成立於1952年。城名可能紀念曾參加美國獨立戰爭，後來在1812年戰爭戰死的倫納德·卡溫頓（Leonard Covington）將軍或一世名為Peter Covington的殖民者。